# Fredrik Oppegård
Fredrik Oppegård (Oslo, 7 augustus 2002) is een Noors voetballer die doorgaans als verdediger speelt.

## Carrière
Fredrik Oppegård speelde in de jeugd van KFUM Oslo en Vålerenga IF. In het seizoen 2019/20 werd hij aan PSV verhuurd, wat hem daarna definitief overnam. Hij tekende een contract tot medio 2023. Op 6 november 2020 debuteerde hij voor Jong PSV in het betaald voetbal, in de met 1-2 gewonnen uitwedstrijd tegen FC Den Bosch. Hij speelde omdat er maar liefst achttien spelers afwezig waren bij Jong PSV, waarvan twaalf vanwege een coronabesmetting. In januari 2025 ging hij naar AJ Auxerre.

## Statistieken

### Beloften
| Seizoen                       | Club           | Land           | Competitie     | Competitie | Competitie | Overig | Overig | Totaal | Totaal |
| Seizoen                       | Club           | Land           | Competitie     | Wed.       | Dlp.       | Wed.   | Dlp.   | Wed.   | Dlp.   |
| ----------------------------- | -------------- | -------------- | -------------- | ---------- | ---------- | ------ | ------ | ------ | ------ |
| 2020/21                       | Jong PSV       | Nederland      | Eerste divisie | 24         | 1          | —      | —      | 24     | 1      |
| 2021/22                       | Jong PSV       | Nederland      | Eerste divisie | 17         | 0          | —      | —      | 17     | 0      |
| Carrièretotaal                | Carrièretotaal | Carrièretotaal | Carrièretotaal | 41         | 1          | 0      | 0      | 41     | 1      |
| Bijgewerkt op 3 augustus 2022 |                |                |                |            |            |        |        |        |        |

### Senioren
| Seizoen                        | Club           | Land           | Competitie     | Competitie | Competitie | Beker | Beker | Internationaal | Internationaal | Overig | Overig | Totaal | Totaal |
| Seizoen                        | Club           | Land           | Competitie     | Wed.       | Dlp.       | Wed.  | Dlp.  | Wed.           | Dlp.           | Wed.   | Dlp.   | Wed.   | Dlp.   |
| ------------------------------ | -------------- | -------------- | -------------- | ---------- | ---------- | ----- | ----- | -------------- | -------------- | ------ | ------ | ------ | ------ |
| 2020/21                        | PSV            | Nederland      | Eredivisie     | 1          | 0          | 0     | 0     | 0              | 0              | 0      | 0      | 1      | 0      |
| 2021/22                        | PSV            | Nederland      | Eredivisie     | 1          | 0          | 0     | 0     | 1              | 0              | 1      | 0      | 3      | 0      |
| 2022/23                        | PSV            | Nederland      | Eredivisie     | 3          | 0          | 0     | 0     | 3              | 0              | 0      | 0      | 6      | 0      |
| 2023/24                        | PSV            | Nederland      | Eredivisie     | 0          | 0          | 0     | 0     | 1              | 0              | 0      | 0      | 1      | 0      |
| Club totaal                    | Club totaal    | Club totaal    | Club totaal    | 5          | 0          | 0     | 0     | 5              | 0              | 1      | 0      | 11     | 0      |
| Carrièretotaal                 | Carrièretotaal | Carrièretotaal | Carrièretotaal | 5          | 0          | 0     | 0     | 5              | 0              | 1      | 0      | 11     | 0      |
| Bijgewerkt op 12 december 2023 |                |                |                |            |            |       |       |                |                |        |        |        |        |

## Erelijst
| Competitie           | Aantal | Jaren |
| PSV                  | PSV    | PSV   |
| -------------------- | ------ | ----- |
| Johan Cruijff Schaal | 1      | 2023  |